# Henry d’Avigdor-Goldsmid
Sir Henry Joseph d’Avigdor-Goldsmid, 2. Baronet (* 10. Juni 1909 im Somerhill House; † 11. Dezember 1976 in London) war ein britischer Offizier und Politiker.

## Leben und Tätigkeit
D’Avigdor-Goldsmid war der älteste Sohn des Edelmetallhändlers Sir Osmond D’Avigdor-Goldsmid. Er besuchte die Harrow School und studierte am Balliol College der Universität Oxford. Anschließend trat er in das angestammte Familienunternehmen der d’Avigdor-Goldsmids, Mocatta & Goldsmid (gegründet 1684), ein, in dem er bis 1955 tätig war.
1940 erbte er von seinem Vater den diesem 1934 verliehenen Adelstitel Baronet, of Somerhill in the County of Kent, sowie das Somerhill House und ausgedehnte Ländereien bei Tonbridge in Kent.
Während des Zweiten Weltkriegs gehörte d’Avigdor-Goldsmid dem Royal West Kent Regiment und dem 53. Aufklärungsregiment (Reconnaissance Regiment) an. Bei Kriegsende hatte er den Rang eines Majors erreicht. 1945 wurde er mit dem Military Cross ausgezeichnet.
Im Jahr 1946 wurde d’Avigdor-Goldsmid in den Bezirksrat (County Council) der Grafschaft Kent gewählt, dem er bis 1953 angehörte.
Bei der britischen Parlamentswahl des Jahres 1955 wurde d’Avigdor-Goldsmid als Kandidat der Conservative Party im Wahlkreis Walsall South ins House of Commons, das britische Parlament, gewählt, dem er knapp neunzehn Jahre lang, bis zur Wahl vom Februar 1974, in der er nicht mehr zur  Wiederwahl antrat, als Abgeordneter angehörte. Während seiner Abgeordnetenzeit amtierte er von 1955 bis 1956  ein Jahr lang als parlamentarischer Privatsekretär des Wohnungsbauministers Duncan Sandy. Im Unterhaus stand er zeitweise den Ausschüssen für nationalisierte Industrien (1970–1972) und dem Ausschuss für öffentliche Ausgaben (1972–1974) vor.
Ferner bekleidete d’Avigdor-Goldsmid öffentliche Ämter auf kommunaler Ebene wie das eines Friedensrichters (1949) für die Grafschaft Kent und das eines Hochscheriffs (High Sheriff) dieser Grafschaft (1953).
Daneben bekleidete d’Avigdor-Goldsmid zahlreiche Ehrenämter: Auf kommunaler Ebene übernahm er die Funktionen eines Friedensrichters (1949) und später eines High Sheriff (1953) in der Grafschaft Kent. Der Jewish Colonization Association stand er zeitweise als Präsident vor, während er für die Anglo-Israelische Handelskammer (Algo-Israel Chamber of Commerce) sowie für die Bank Leumi und die Anglo-Israel Bank (1961) Posten als Vorstandsvorsitzender (chairman) wahrnahm. 1969 bis 1971 amtierte er zudem als Vorstandsvorsitzender des Verlages Pergamon Press. Außerdem saß er ab 1973 im Aufsichtsrat der Pferederennorganisation Horserace Totalisator.

## Familie
D’Avigdor-Goldsmid war seit 1940 mit Rosemary Margaret Horlick verheiratet, mit der er zwei Töchter hatte. Seine Tochter Sarah starb 1963. In ihrem Angedenken stiftete er ein von dem Künstler Marc Chagall gestaltetes Buntglasfenster der All Saints Church in Tudeley, das zwischen 1967 und 1985 stückweise eingebaut wurde. Da er keine Söhne hinterließ erbte sein jüngerer Bruder Jack d'Avigdor-Goldsmid (1912–1987) seinen Adelstitel.